# Réaction péricyclique
En chimie organique, une réaction péricyclique est une réaction dans laquelle une réorganisation concertée des liaisons passe par un ensemble cyclique d'atomes (comprenant souvent six atomes) liés en permanence. L'état de transition possède une géométrie cyclique.

## Typologie
Les réactions péricycliques sont généralement des réactions de réarrangement. On distingue :
- les cycloadditions ;
- les réactions chélotropes ;
- les réactions électrocycliques ;
- les transpositions sigmatropiques ;
- les réactions de transfert de groupe ;
- les réactions dyotropiques.